# Artxi
Artxi és una llengua caucàsica parlada pels artxis, que viuen al sud-est del Daguestan, una república autònoma de la Federació Russa. Segons el cens de 2002 tenia 1.200 parlants a Daguestan.

## Característiques
És una parla poc habitual per molts dels seus fonemes i pel seu contrast entre fricativa velar lateral sorda, sonora i ejectiva. Es tracta d'una llengua ergativa-absolutiva amb quatre classes de substantius i té un notable sistema morfològic del sistema amb grans paradigmes i irregularitats a tots els nivells. Matemàticament, hi ha 1.502.839 formes possibles que es poden derivar d'una única arrel verbal.

## Ortografia
Fins a temps recents l'artxi no tenia forma escrita i els especialistes l'escrivien en alfabet llatí. Des de 2006 el Grup Morfològic de Surrey ha desenvolupat una escriptura per a aquest idioma en alfabet ciríl·lic basat en l'àvar, i que és usat en el Diccionari Artxi-Rus-Anglès juntament amb transcripció IPA.
| Lletra base | Lletres derivades i pronunciació IPA | Lletres derivades i pronunciació IPA | Lletres derivades i pronunciació IPA | Lletres derivades i pronunciació IPA | Lletres derivades i pronunciació IPA | Lletres derivades i pronunciació IPA | Lletres derivades i pronunciació IPA | Lletres derivades i pronunciació IPA | Lletres derivades i pronunciació IPA | Lletres derivades i pronunciació IPA | Lletres derivades i pronunciació IPA | Lletres derivades i pronunciació IPA | Lletres derivades i pronunciació IPA | Lletres derivades i pronunciació IPA | Lletres derivades i pronunciació IPA | Lletres derivades i pronunciació IPA |
| Lletra base |                                      | IPA                                  |                                      | IPA                                  |                                      | IPA                                  |                                      | IPA                                  |                                      | IPA                                  |                                      | IPA                                  |                                      | IPA                                  |                                      | IPA                                  |
| ----------- | ------------------------------------ | ------------------------------------ | ------------------------------------ | ------------------------------------ | ------------------------------------ | ------------------------------------ | ------------------------------------ | ------------------------------------ | ------------------------------------ | ------------------------------------ | ------------------------------------ | ------------------------------------ | ------------------------------------ | ------------------------------------ | ------------------------------------ | ------------------------------------ |
| а           | А а                                  | /a/                                  | АӀ аӀ                                | /aˤ/                                 | Á а́                                  | /á/                                  | А́а а́а                                | /áː/                                 | А́Ӏ а́Ӏ                                | /áˤ/                                 |                                      |                                      |                                      |                                      |                                      |                                      |
| б           | Б б                                  | /b/                                  |                                      |                                      |                                      |                                      |                                      |                                      |                                      |                                      |                                      |                                      |                                      |                                      |                                      |                                      |
| в           | В в                                  | /w/                                  | per altres, veure sota               | per altres, veure sota               | per altres, veure sota               | per altres, veure sota               |                                      |                                      |                                      |                                      |                                      |                                      |                                      |                                      |                                      |                                      |
| г           | Г г                                  | /g/                                  | Гв гв                                | /gʷ/                                 | Гь гь                                | /h/                                  | Гъ гъ                                | /ʁ/                                  | Гъв гъв                              | /ʁʷ/                                 | ГъӀ гъӀ                              | /ʁˤ/                                 | ГъӀв гъӀв                            | /ʁˤʷ/                                | ГӀ гӀ                                | /ʢ/                                  |
| д           | Д д                                  | /d/                                  | Дв дв                                | /dʷ/                                 |                                      |                                      |                                      |                                      |                                      |                                      |                                      |                                      |                                      |                                      |                                      |                                      |
| е           | Е е                                  | /e/                                  | ЕӀ еӀ                                | /eˤ/                                 | Е́ е́                                  | /é/                                  | Е́е е́е                                | /éː/                                 | Е́Ӏ е́Ӏ                                | /éˤ/                                 |                                      |                                      |                                      |                                      |                                      |                                      |
| ж           | Ж ж                                  | /ʒ/                                  | Жв жв                                | /ʒʷ/                                 |                                      |                                      |                                      |                                      |                                      |                                      |                                      |                                      |                                      |                                      |                                      |                                      |
| з           | З з                                  | /z/                                  | Зв зв                                | /zʷ/                                 |                                      |                                      |                                      |                                      |                                      |                                      |                                      |                                      |                                      |                                      |                                      |                                      |
| и           | И и                                  | /i/                                  | ИӀ иӀ                                | /iˤ/                                 | И́ и́                                  | /í/                                  | И́и и́и                                | /íː/                                 | и́Ӏ                                   | /íˤ/                                 |                                      |                                      |                                      |                                      |                                      |                                      |
| й           | Й й                                  | /j/                                  |                                      |                                      |                                      |                                      |                                      |                                      |                                      |                                      |                                      |                                      |                                      |                                      |                                      |                                      |
| к           | К к                                  | /k/                                  | кк                                   | /kː/                                 | Кв кв                                | /kʷ/                                 | ккв                                  | /kːʷ/                                | КӀ кӀ                                | /kʼ/                                 | КӀв кӀв                              | /kʷʼ/                                | Къ къ                                | /qʼ/                                 | Къв къв                              | /qʷʼ/                                |
| к           |                                      |                                      | ккъ                                  | /qːʼ/                                | КъӀ къӀ                              | /qˤʼ/                                | КкъӀ ккъӀ                            | /qːˤʼ/                               | КъӀв къӀв                            | /qˤʷʼ/                               | Кь кь                                | /k͡ʟ̝̊ʼ/, /ʟ̝/                           | Кьв кьв                              | /k͡ʟ̝̊ʷʼ/                               |                                      |                                      |
| л           | Л л                                  | /l/                                  | Лъ лъ                                | /ʟ̝̊/                                  | Ллъ ллъ                              | /ʟ̝̊ː/                                 | Лъв лъв                              | /ʟ̝̊ʷ/                                 | Ллъв ллъв                            | /ʟ̝̊ːʷ/                                | ЛӀ лӀ                                | /k͡ʟ̝̊/                                 | ЛӀв лӀв                              | /k͡ʟ̝̊ʷ/                                |                                      |                                      |
| м           | М м                                  | /m/                                  |                                      |                                      |                                      |                                      |                                      |                                      |                                      |                                      |                                      |                                      |                                      |                                      |                                      |                                      |
| н           | Н н                                  | /n/                                  |                                      |                                      |                                      |                                      |                                      |                                      |                                      |                                      |                                      |                                      |                                      |                                      |                                      |                                      |
| о           | О о                                  | /o/                                  | ОӀ оӀ                                | /oˤ/                                 | О́ о́                                  | /ó/                                  | О́о о́о                                | /óː/                                 | О́Ӏ о́Ӏ                                | /óˤ/                                 |                                      |                                      |                                      |                                      |                                      |                                      |
| п           | П п                                  | /p/                                  | пп                                   | /pː/                                 | ПӀ пӀ                                | /pʼ/                                 |                                      |                                      |                                      |                                      |                                      |                                      |                                      |                                      |                                      |                                      |
| р           | Р р                                  | /r/                                  |                                      |                                      |                                      |                                      |                                      |                                      |                                      |                                      |                                      |                                      |                                      |                                      |                                      |                                      |
| с           | С с                                  | /s/                                  | Сс сс                                | /sː/                                 | Св св                                | /sʷ/                                 | Ссв ссв                              | /sːʷ/                                |                                      |                                      |                                      |                                      |                                      |                                      |                                      |                                      |
| т           | Т т                                  | /t/                                  | тт                                   | /tː/                                 | ТӀ тӀ                                | /tʼ/                                 | Тв тв                                | /tʷ/                                 |                                      |                                      |                                      |                                      |                                      |                                      |                                      |                                      |
| у           | У у                                  | /u/                                  | УӀ уӀ                                | /uˤ/                                 | У́ у́                                  | /ú/                                  | У́у у́у                                | /úː/                                 | У́Ӏ у́Ӏ                                | /úˤ/                                 |                                      |                                      |                                      |                                      |                                      |                                      |
| х           | Х х                                  | /χ/                                  | Хх хх                                | /χː/                                 | Хв хв                                | /χʷ/                                 | Ххв ххв                              | /χːʷ/                                | ХӀ хӀ                                | /ʜ/                                  | ХьӀ хьӀ                              | /χˤ/                                 | ХхьӀ ххьӀ                            | /χːˤ/                                | ХьӀв хьӀв                            | /χˤʷ/                                |
| х           |                                      |                                      | ХхьӀв ххьӀв                          | /χːˤʷ/                               | Хъ хъ                                | /q/                                  | Хъв хъв                              | /qʷ/                                 | ХъӀ хъӀ                              | /qˤ/                                 | ХъӀв хъӀв                            | /qˤʷ/                                |                                      |                                      |                                      |                                      |
| ц           | Ц ц                                  | /t͡s/                                 | Цв цв                                | /t͡sʷ/                                | ЦӀ цӀ                                | /t͡sʼ/                                | ЦӀв цӀв                              | /t͡sʷʼ/                               | Цц цц                                | /t͡sː/                                | ЦцӀ ццӀ                              | /t͡sːʼ/                               |                                      |                                      |                                      |                                      |
| ч           | Ч ч                                  | /t͡ʃ/                                 | Чв чв                                | /t͡ʃʷ/                                | ЧӀ чӀ                                | /t͡ʃʼ/                                | ЧӀв чӀв                              | /t͡ʃʷʼ/                               | ЧчӀ ччӀ                              | /t͡ʃːʼ/                               |                                      |                                      |                                      |                                      |                                      |                                      |
| ш           | Ш ш                                  | /ʃ/                                  | Щ щ                                  | /ʃː/                                 | Шв шв                                | /ʃʷ/                                 | Щв щв                                | /ʃːʷ/                                |                                      |                                      |                                      |                                      |                                      |                                      |                                      |                                      |
| ы           | ы                                    | /ə/                                  |                                      |                                      |                                      |                                      |                                      |                                      |                                      |                                      |                                      |                                      |                                      |                                      |                                      |                                      |

## Fonologia
L'arči té, de la mateixa manera que els seus parents caucàsics del nord-est, un sistema fonològic molt complicat, del que n'és un exemple extrem. Compte amb 26 fonemes vocàlics i entre el 74 i 82 fonemes consonàntics en funció de l'anàlisi.

### Vocals
L'arči té un sistema simètric de sis vocals (/i e ə a o u/). Totes llevat /ə/ poden trobar-se en cinc varietats: curta, faringelitzada, to alt, llarga (amb to alt), i faringelitzada amb to alt (ex. /a/, /aˤ/, /á/, /áː/, i /áˤ/). De totes elles, només /ə/ i /íˤ/ no es troben a l'inici de paraula. Exemples de /íˤ/ no inicials són /díˤt͡ʃa/ ('ser gros') i /iˤntíˤmmaj/ ('cervell').

### Consonants
Entre els idiomes sense clics consonàntics, l'arči té un dels inventaris consonàntics més grans juntament amb la recentment extinta ubikh de les llengües caucàsiques del nord-oest, amb una mica més. La següent taula mostra totes les consonants que es poden trobar al tutorial del llenguatge i al diccionari arči.
|            |            | Labial | Labial | Dental | Dental | Dental | Dental | (Post)- alveolar | (Post)- alveolar | (Post)- alveolar | (Post)- alveolar | Palatal | (Pre-)velar | (Pre-)velar | (Pre-)velar | (Pre-)velar | Uvular | Uvular    | Uvular | Uvular | Uvular | Uvular   | Uvular | Uvular | Epi- glotal | Glotal |
| lenis      | fortis     | lenis  | lenis  | fortis | fortis | lenis  | lenis  | fortis           | fortis           | lenis            | lenis            | Palatal | fortis      | fortis      | lenis       | lenis       | lenis  | lenis     | fortis | fortis | fortis | fortis   |        |        | Epi- glotal | Glotal |
| lenis      | fortis     | pl.    | lab.   | pl.    | lab.   | pl.    | lab.   | pl.              | lab.             | pl.              | lab.             | Palatal | pl.         | lab.        | pl.         | lab.        | far.   | far.+lab. | pl.    | lab.   | far.   | far.+lab |        |        | Epi- glotal | Glotal |
| ---------- | ---------- | ------ | ------ | ------ | ------ | ------ | ------ | ---------------- | ---------------- | ---------------- | ---------------- | ------- | ----------- | ----------- | ----------- | ----------- | ------ | --------- | ------ | ------ | ------ | -------- | ------ | ------ | ----------- | ------ |
| Nasal      | Nasal      | m      |        | n      |        |        |        |                  |                  |                  |                  |         |             |             |             |             |        |           |        |        |        |          |        |        |             |        |
| Oclusiva   | sonora     | b      |        | d      | dʷ     |        |        |                  |                  |                  |                  |         | ɡ           | gʷ          |             |             |        |           |        |        |        |          |        |        |             |        |
| Oclusiva   | sorda      | p      | pː     | t      | tʷ     | tː     |        |                  |                  |                  |                  |         | k           | kʷ          | kː          | kːʷ         | q      | qʷ        | qˤ     | qˤʷ    |        |          |        |        | ʡ           | ʔ      |
| Oclusiva   | ejectiva   | pʼ     |        | tʼ     |        |        |        |                  |                  |                  |                  |         | kʼ          | kʷʼ         |             |             | qʼ     | qʷʼ       | qˤʼ    | qˤʷʼ   | qːʼ    |          | qːˤʼ   |        |             |        |
| Africada   | sorda      |        |        | t͡s     | t͡sʷ    | t͡sː    |        | t͡ʃ               | t͡ʃʷ              |                  |                  |         | k͡ʟ̝̊          | k͡ʟ̝̊ʷ         |             |             |        |           |        |        |        |          |        |        |             |        |
| Africada   | ejectiva   |        |        | t͡sʼ    | t͡sʷʼ   | t͡sːʼ   |        | t͡ʃʼ              | t͡ʃʷʼ             | t͡ʃːʼ             |                  |         | k͡ʟ̝̊ʼ         | k͡ʟ̝̊ʷʼ        |             |             |        |           |        |        |        |          |        |        |             |        |
| Fricativa  | sorda      |        |        | s      | sʷ     | sː     | sːʷ    | ʃ                | ʃʷ               | ʃː               | ʃːʷ              |         | ʟ̝̊           | ʟ̝̊ʷ          | ʟ̝̊ː          | ʟ̝̊ːʷ         | χ      | χʷ        | χˤ     | χˤʷ    | χː     | χːʷ      | χːˤ    | χːˤʷ   | ʜ           | h      |
| Fricativa  | sonora     |        |        | z      | zʷ     |        |        | ʒ                | ʒʷ               |                  |                  |         | ʟ̝           |             |             |             | ʁ      | ʁʷ        | ʁˤ     | ʁˤʷ    |        |          |        |        |             |        |
| Vibrant    | Vibrant    |        |        | r      |        |        |        |                  |                  |                  |                  |         |             |             |             |             |        |           |        |        |        |          |        |        |             |        |
| Aproximant | Aproximant | w      |        | l      |        |        |        |                  |                  |                  |                  | j       |             |             |             |             |        |           |        |        |        |          |        |        |             |        |